# Maksim Babanin
Maksim Babanin – rosyjski bokser, złoty medalista Mistrzostw Europy Juniorów 2007, wicemistrz Rosji z roku 2009, 2013 i 2014, wicemistrz juniorów z roku 2007. 

## Kariera
W lipcu 2007 zdobył złoty medal na Mistrzostwach Europy Juniorów 2007. W 1/8 finału pokonał przed czasem w pierwszej rundzie Rumuna Adriana Lapadatescu, awansując do ćwierćfinału. W ćwierćfinale pokonał przed czasem w trzeciej rundzie Niemca Tony'ego Hannemanna, w półfinale reprezentanta Bośni i Hercegowiny Jasmina Hasicia, a w finale Anglika Tysona Fury. W grudniu 2007 zwyciężył w turnieju Tammer w Tampere. W finale kategorii superciężkiej pokonał Węgra Csabę Kurtucza.
W sezonie 2013/2014 oraz w 2014/2015 był reprezentantem drużyny Russian Boxing Team w rozgrywkach WSB. Łącznie stoczył sześć walk.